# Дуальде, Хоакин
Хоакин Дуальде Сантос де Ламадрид (исп. Joaquín Dualde Santos de Lamadrid, кат. Joaquim Dualde Santos de Lamadrid, 14 ноября 1932, Барселона, Испания — 28 апреля 2012, Мадрид, Испания) — испанский хоккеист (хоккей на траве), нападающий. Бронзовый призёр летних Олимпийских игр 1960 года.

## Биография
Хоакин Дуальде родился 14 ноября 1932 года в испанском городе Барселона.
Играл в хоккей на траве за «Поло» из Барселоны. Шесть раз выигрывал чемпионат Каталонии (1954—1955, 1957—1958, 1960, 1962), шесть раз — Кубок Короля (1957—1960, 1962, 1964), один раз — чемпионат Испании (1958).
В 1960 году вошёл в состав сборной Испании по хоккею на траве на Олимпийских играх в Риме и завоевал бронзовую медаль. Играл на позиции нападающего, провёл 6 матчей, забил 2 мяча (по одному в ворота сборных Бельгии и Великобритании).
В 1972—1981 годах был президентом Испанской королевской федерации хоккея (RFEH). Входил в состав Испанского олимпийского комитета, был его вице-президентом. В 1988 году был главой испанской делегации на летних Олимпийских играх в Сеуле.
Умер 28 апреля 2012 года в испанском городе Мадрид.

## Семья
Младший брат Эдуардо Дуальде (1933—1989) и двоюродный брат Игнасио Масайя (1933—2006) также выступали за сборную Испании по хоккею на траве, в 1960 году выиграли бронзовую медаль на летних Олимпийских играх в Риме, в 1964 году участвовали в летних Олимпийских играх в Токио.